# مایکروسافت مث سالور
مایکروسافت مَث سالوِر (به انگلیسی: Microsoft Math solver) (که قبلاً مایکروسافت مَث (به انگلیسی: Microsoft Math) یا مایکروسافت مَث‌مَتیکس (به انگلیسی: Microsoft Mathematics) شناخته می‌شد)، نرم‌افزاری قدرتمند برای حل مسائل ریاضی از قبیل انتگرال و سینوس و کسینوس و معادله‌های مختلف با ارائه حل آنها و رسم نمودار. این نرم‌افزار در مجموعه مایکروسافت استیودنت موجود می‌باشد.